# Вальгрен, Михаэль
Михаэль Вальгрен Андерсен (англ. Michael Valgren Andersen; род. 7 февраля 1992 в Эстерильде, Дания) — датскский профессиональный шоссейный велогонщик, выступающий c 2019 года за команду Мирового тура «Qhubeka Assos». Чемпион Дании 2014 года в групповой гонке.
Михаэль стал профессиональным гонщиком в 2011 году, в возрасте 19 лет, когда подписал контракт с датской континентальной командой «Glud & Marstrand-LRØ», в составе которой сумел одержать свои первые победы. После его побед на Чемпионате Дании к нему поступило несколько предложений от команд Мирового Тура, среди которых он выбрал Tinkoff-Saxo.
На гранд-турах впервые выступил в 2014 году, это был заезд на Вуэльте Испании.

## Достижения
2012
1-й Льеж — Бастонь — Льеж U23
2-й Эшборн — Франкфурт U23
2013
1-й  Флеш дю Сюд
1-й  Молодёжная классификация
1-й Этап 3
1-й Льеж — Бастонь — Льеж U23
1-й Этап 3 Тур де л'Авенир
2-й Эшборн — Франкфурт U23
2014
Чемпионат Дании
1-й  Групповая гонка
3-й  Индивидуальная гонка
1-й  Тур Дании
1-й  Молодёжная классификация
3-й Четыре дня Дюнкерка
2015
1-й  Молодёжная классификация Тур Дубая
2016
1-й  Тур Дании
1-й Этап 3
Чемпионат Дании
2-й  Индивидуальная гонка
2-й  Групповая гонка
2-й Амстел Голд Рейс
2017
2-й Тур Дании
6-й БинкБанк Тур
6-й E3 Харелбеке
2018
1-й Амстел Голд Рейс
1-й Омлоп Хет Ниувсблад
2-й Бретань Классик
4-й Тур Фландрии
8-й Гран-при Монреаля
9-й Гран-при Квебека